# SrcRR
SrcRR (auch: SRCR) ist ein Routing-Protokoll für wireless mesh networks (freie Netzwerke aus vielen unabhängigen über WLAN miteinander verbundenen Geräten), das dazu dient, gute, zuverlässige bzw. schnelle Wege für Datenpakete innerhalb eines Computernetzwerkes zu finden. Es ist eine Variante des DSR-Protokolls. 
SRCR bevorzugt Routen mit hohem Durchsatz. Erst mit niedrigerer Priorität wird der Datenpaketverlust als Qualitätskriterium für die Routingentscheidung herangezogen.